# Sepia vermiculata
Sepia vermiculata — вид головоногих моллюсков из семейства Sepiidae. Является эндемиком юга Африки.

## Распространение
Эта каракатица водится у южноафриканского побережья от бухты Салданья до залива Алгоа, на глубине не менее 40 метров в сублиторальной зоне. За пределами Южной Африки его ареал простирается до центральной части Мозамбика, на банке Сая-де-Малья и на Сейшельских островах, Маврикии и Родригесе в Индийском океане.

## Описание
Sepia vermiculata имеет удлиненное тело с десятью руками, несущими ряды присосок. Две руки представляют собой удлиненные щупальца, используемые для ловли добычи. Парные боковые плавники проходят по всей длине тела. Верхняя поверхность тела гладкая, с волнистыми поперечными полосами, животное обычно хорошо замаскировано.

## Экология
Это животное живет на рифах и питается креветками и мелкой рыбой. Для обеспечения плавучести используется внутренняя раковина, заполненная газом. Яйца напоминают горошины, черные или белые, и обычно их можно увидеть прикрепленными к мягким кораллам. Каракатица способна быстро менять цвет для маскировки, демонстрации угрозы или для сообщения о готовности к спариванию. Самец, готовый к спариванию, будет показывать темную яркую рябь на теле, когда он приближается к другой каракатице. Если другая каракатица является либо каракатицы, либо неготовой к размножению самкой, другая каракатица также будет показывать яркую темную рябь как проявление угрозы. Если другая каракатица — готовая к размножению самка, ее цвета останутся бледными, и произойдет спаривание лицом к лицу. Sepia vermiculata может поднять ловчие руки над головой, когда ее потревожат, возможно, в качестве угрожающего жеста.
Это единственный южноафриканский вид каракатиц, заходящий в лагуны и эстуарии, который был зарегистрирован в лагуне Лангебаан и лагуне Найсна, а также в устье реки Коуи.